# Tuffi ai XVIII Giochi panamericani - Piattaforma 10 metri sincro maschile
Il concorso dei tuffi dalla piattaforma 10 metri sincro maschile dei XVIII Giochi panamericani si è svolto il 2 agosto 2019 presso il Centro aquatico di Lima in Perù.

## Programma
| Data          | Ora   | Evento |
| ------------- | ----- | ------ |
| 2 agosto 2019 | 19:00 | Finale |

## Risultati
| Class   | Atleta                                       | Nazione         | Punti  |
| ------- | -------------------------------------------- | --------------- | ------ |
| Oro     | Iván García Kevin Berlín Reyes               | Messico         | 431.10 |
| Argento | Vincent Riendeau Nathan Zsombor-Murray       | Canada          | 396.12 |
| Bronzo  | Isaac de Souza Filho Kawan Figueredo Pereira | Brasile         | 375.81 |
| 4       | Steele Johnson Benjamin Bramley              | Stati Uniti     | 368.61 |
| 5       | Sebastián Villa Víctor Ortega                | Colombia        | 363.99 |
| 6       | José Ruvalcaba Frandiel Gómez                | Rep. Dominicana | 339.66 |
| 7       | Jesus Gonzalez Reyes Oscar Ariza             | Venezuela       | 322.98 |
| 8       | Yusmandy Paz Jeinkler Aguirre                | Cuba            | 315.90 |